# 松江宍道湖溫泉車站
松江宍道湖溫泉車站（日语：／ Matsue-Shinjiko-Onsen eki */?）是位於日本島根縣松江市中原町，屬於一畑電車北松江線的鐵路車站，也是北松江線的終點站。

## 歷史
1928年一畑電氣鐵道將北松江線自一畑口車站往東延伸至此，並在此設立北松江車站。
最初的車站月台是接鄰於宍道湖畔的，但在1970年周邊地區挖掘出溫泉泉源，因此更名為松江溫泉車站，同時開始規劃在宍道湖湖岸區域填湖取得土地以發展為溫泉區，2001年配合周邊環境的規劃，重新改建車站；同時周邊的溫泉區經過公開募集名稱後定名為「松江宍道湖溫泉」，因此車站也在2002年隨之更名為松江宍道湖溫泉車站。
2001年改建時，原有車站檢票口的部分設備被保存下來，於2007年於出雲市開幕的島根縣立古代出雲歴史博物館內重新復原為過去北松江車站的站內部份樣貌對外展示。

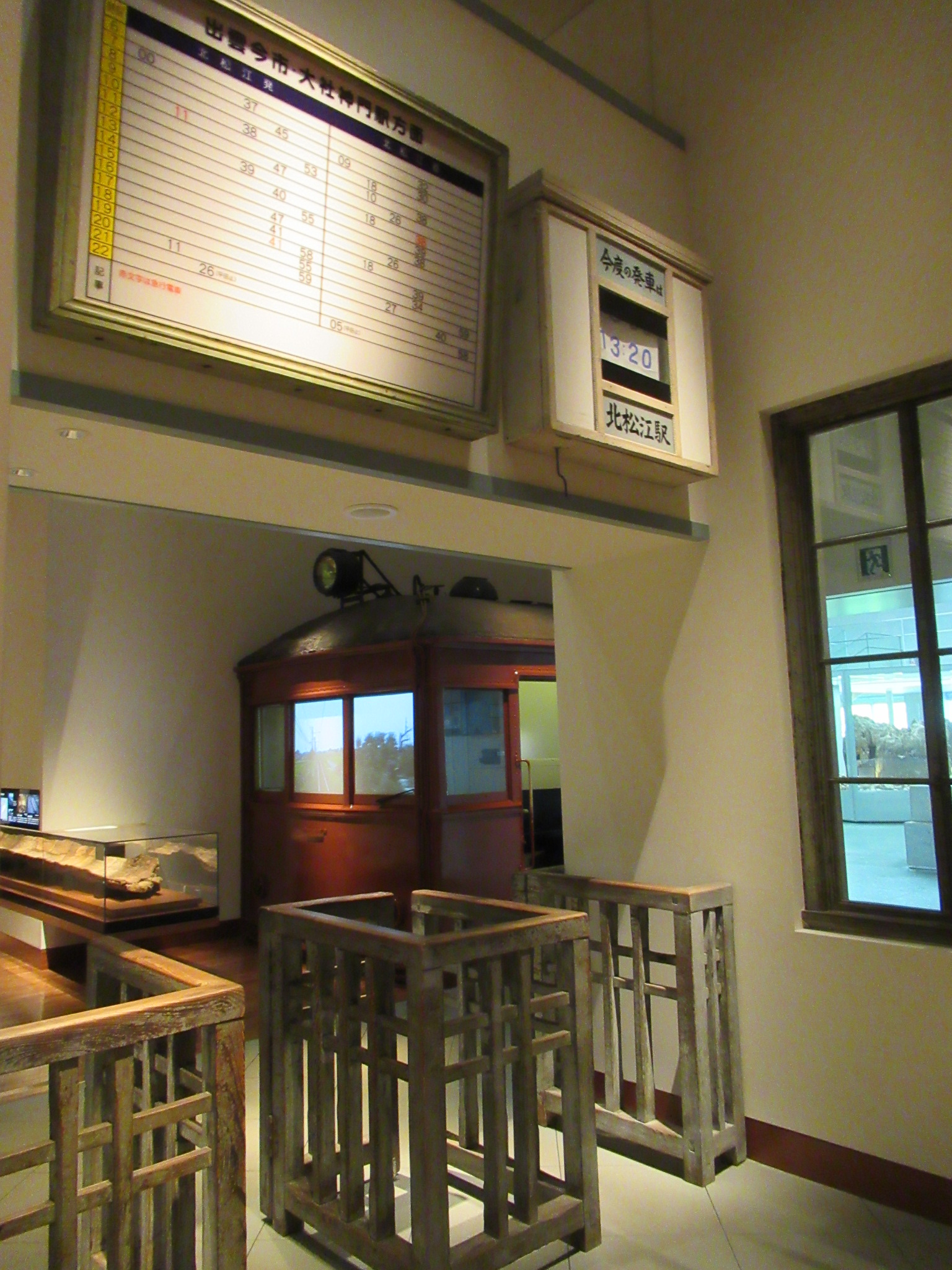
島根縣立古代出雲歴史博物館內展示重現的北松江車站檢票口
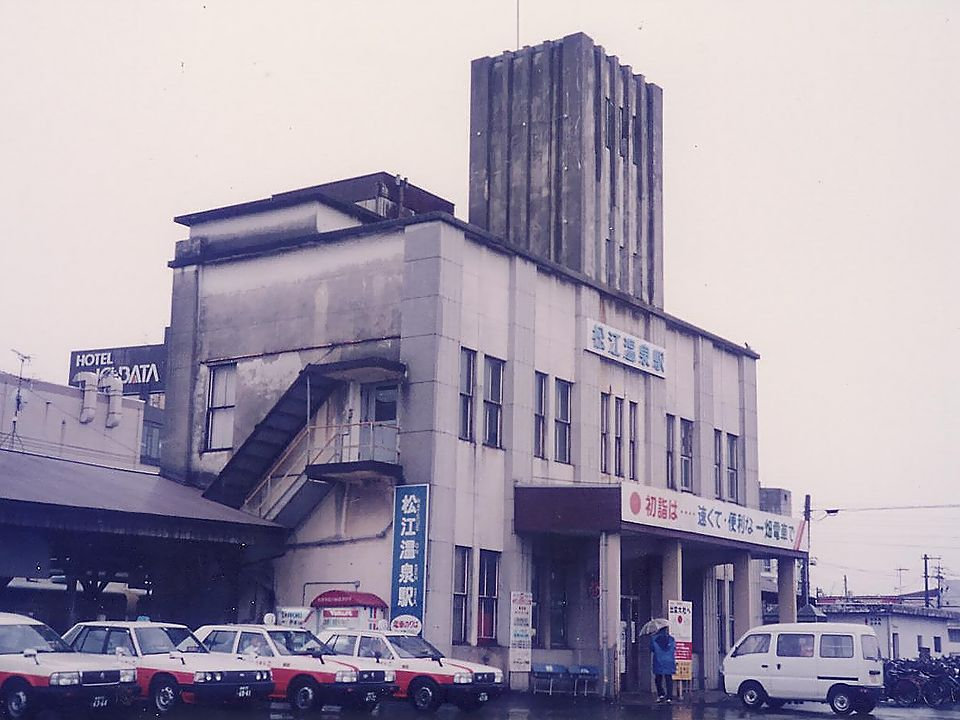
1997年的車站外觀

## 車站構造
松江宍道湖溫泉車站的月台為2面4線的地面港灣式月台，北側為1號月台，南側為2號月台，車站站社位於月台的東側，在車站外東南側舍有可免費使用的足湯。

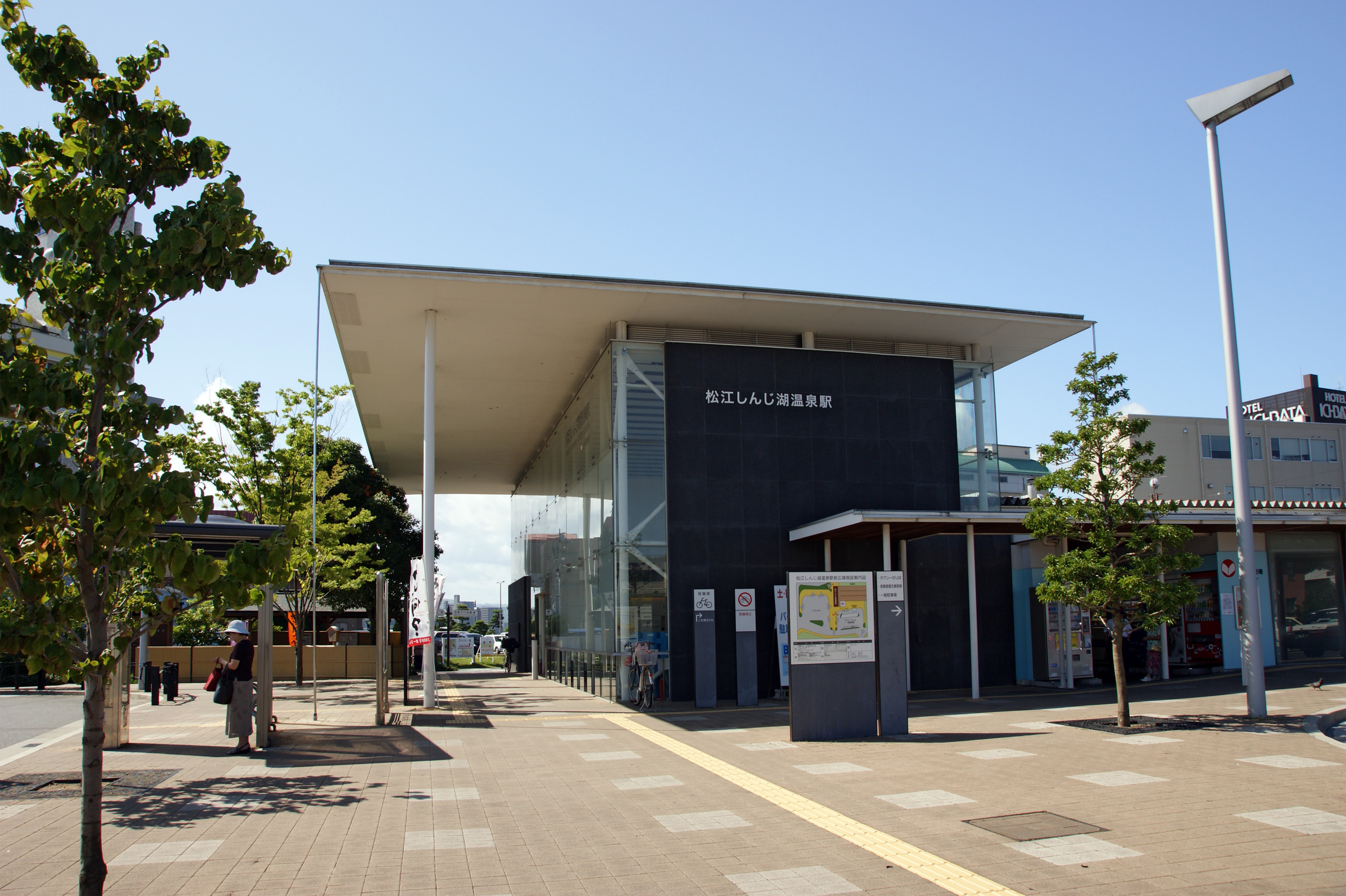
車站東面
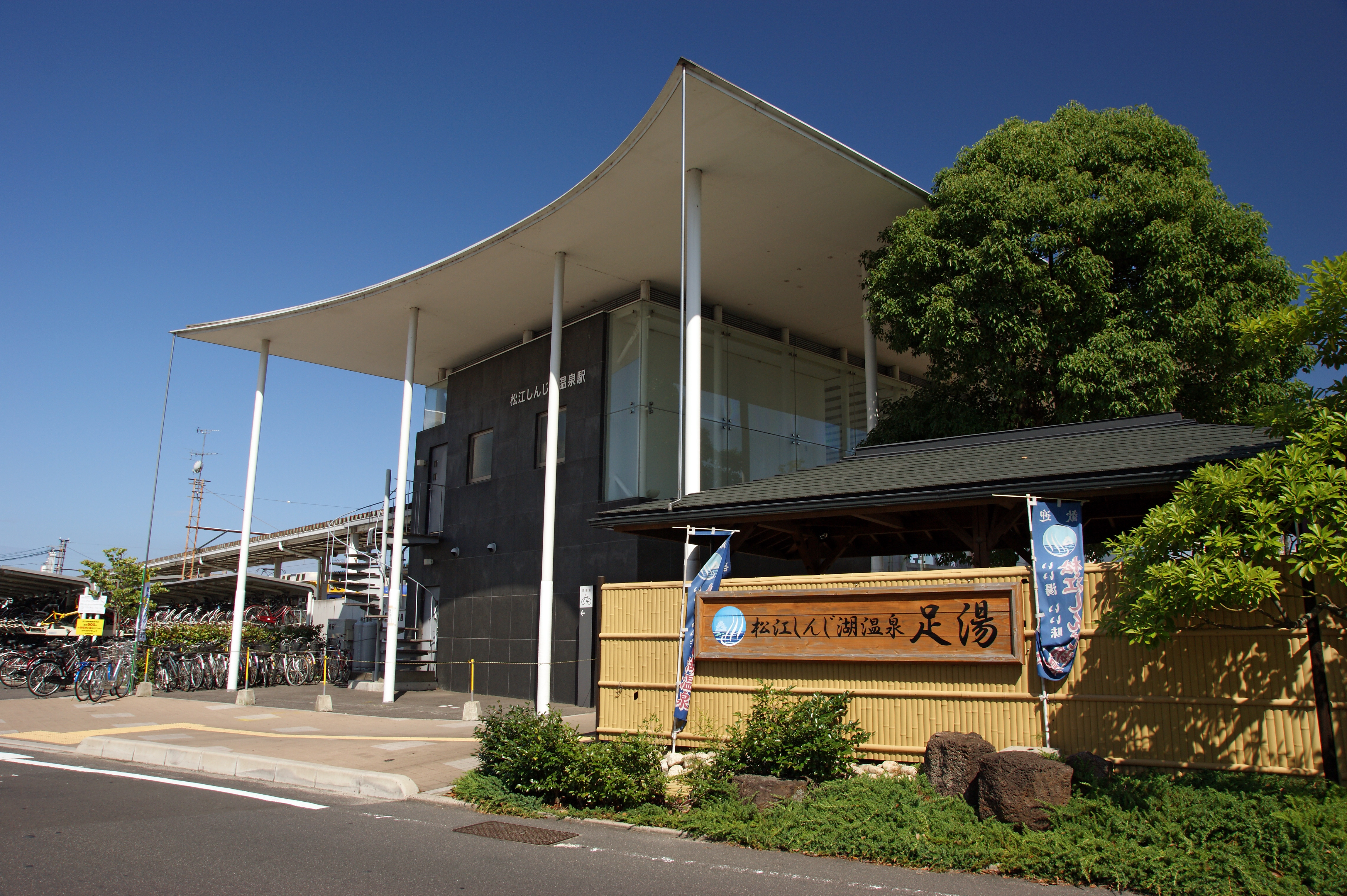
車站南面及足湯外觀
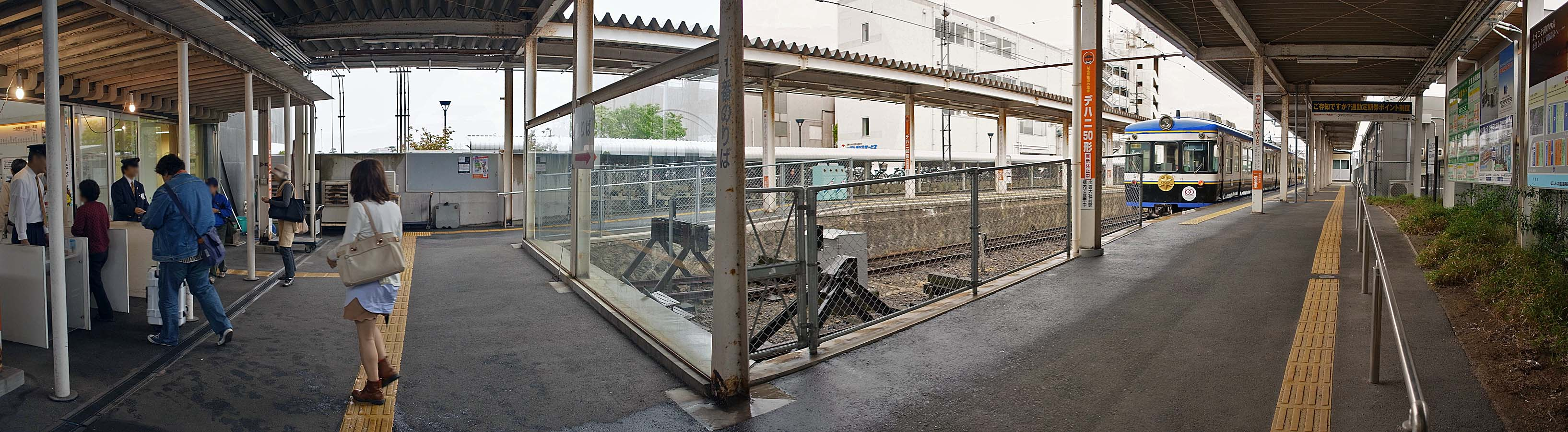
車站的月台，右側為1號月台，左側為2號月台
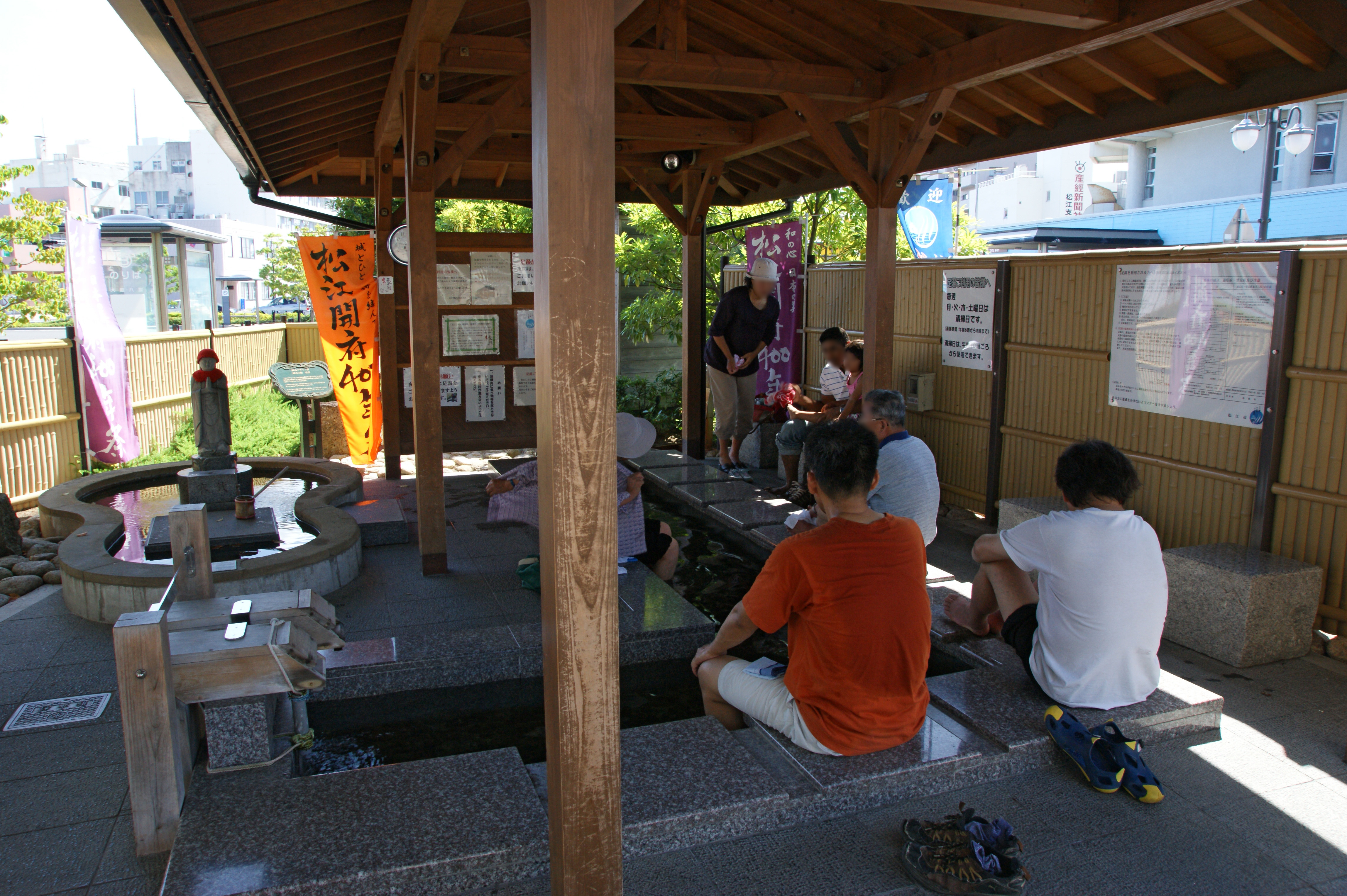
車站外的足湯
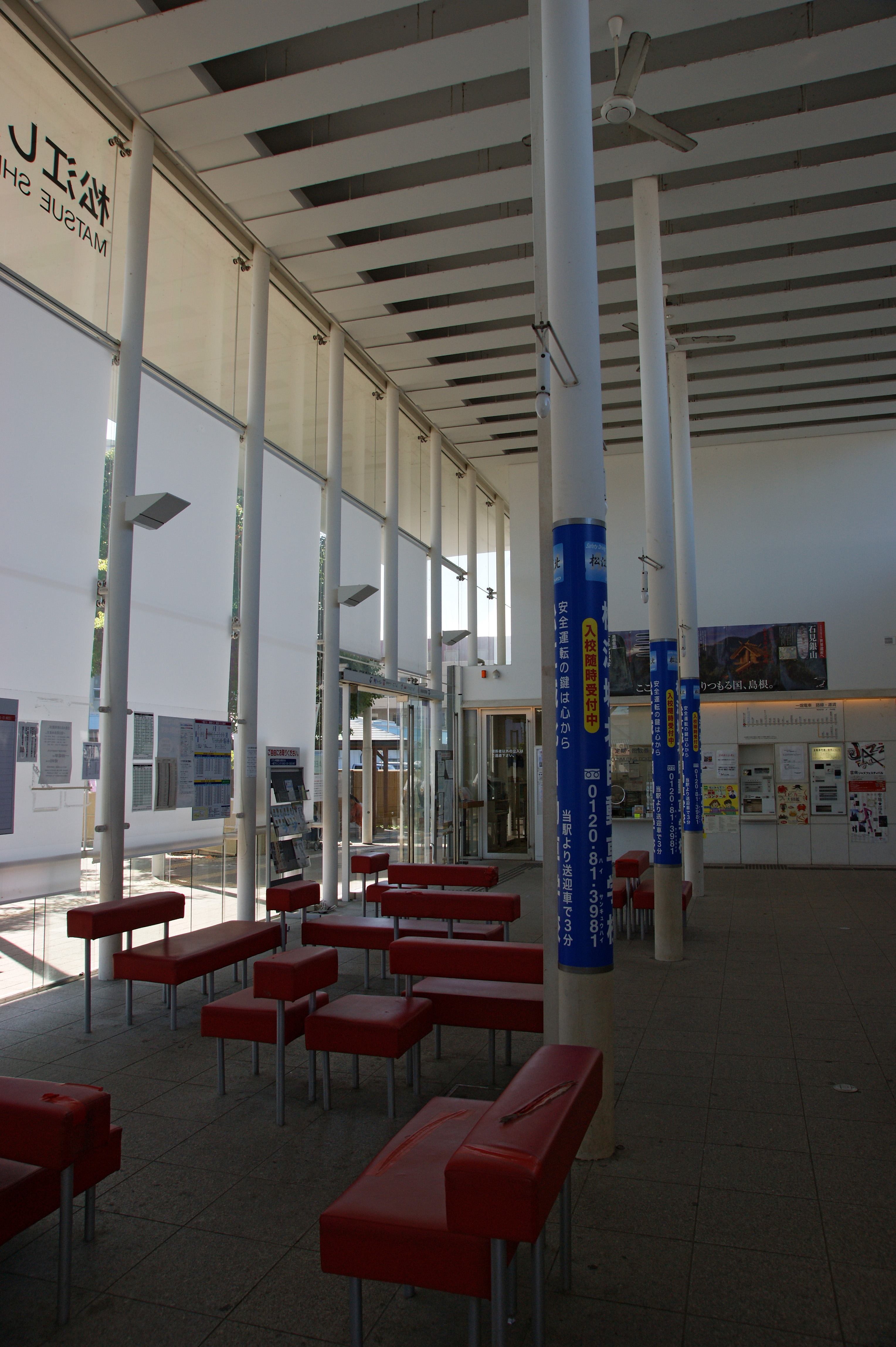
車站內的候車區

## 車站周邊

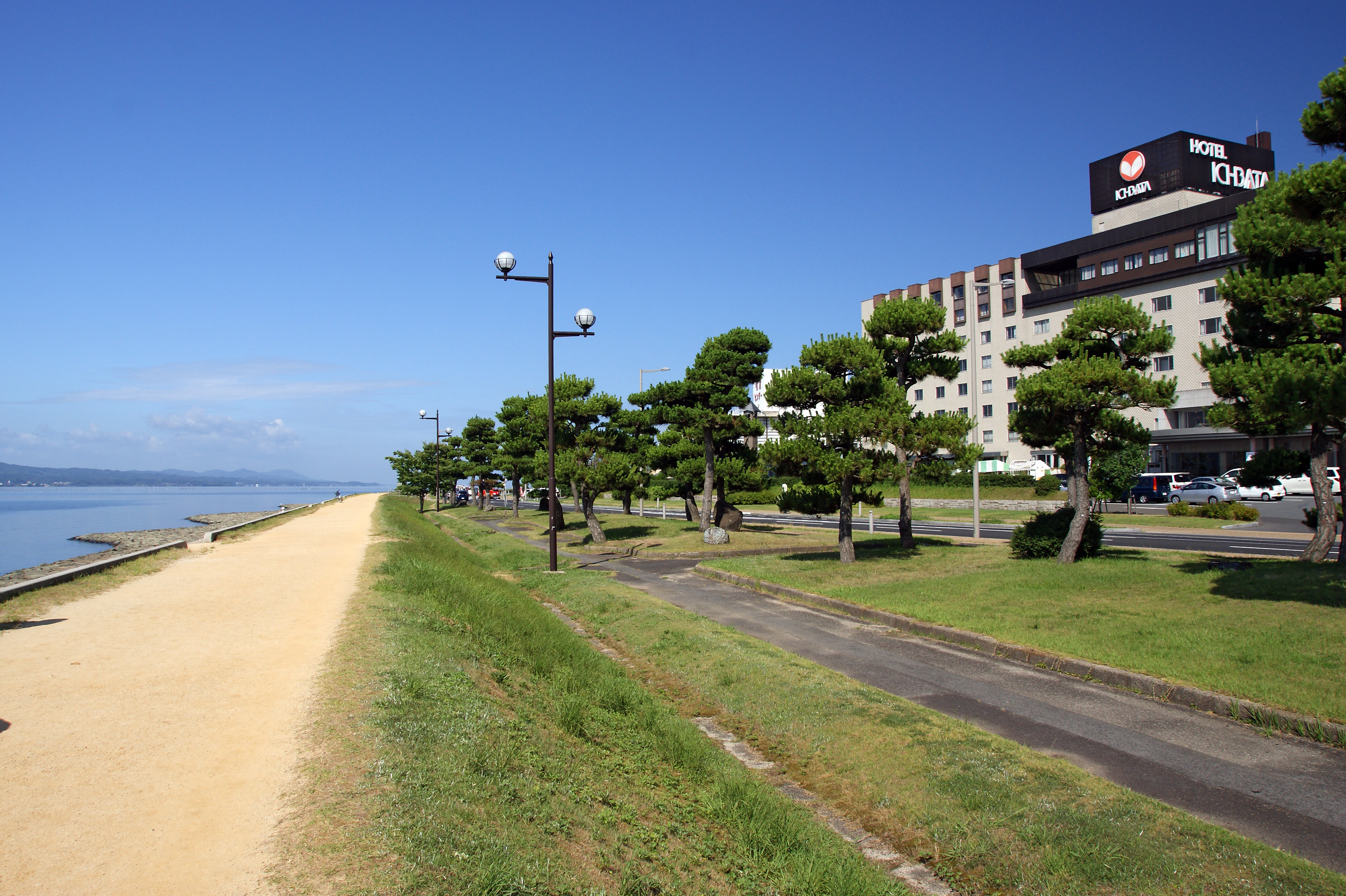
松江宍道湖溫泉

- 一畑電氣鐵道本社
- 產業經濟新聞社松江支局
- 松江宍道湖溫泉
- 一畑飯店（日语：ホテル一畑）
- 千鳥南公園
- 島根縣廳（日语：島根県庁）
- 松江市政府（日语：松江市役所）
- 島根縣警察（日语：島根県警察）本部
- 松江城山公園
- 島根縣民会館
- 縣立武道館
- 松江市立內中原小學校
- 松江市立第一中學校

## 路線客運

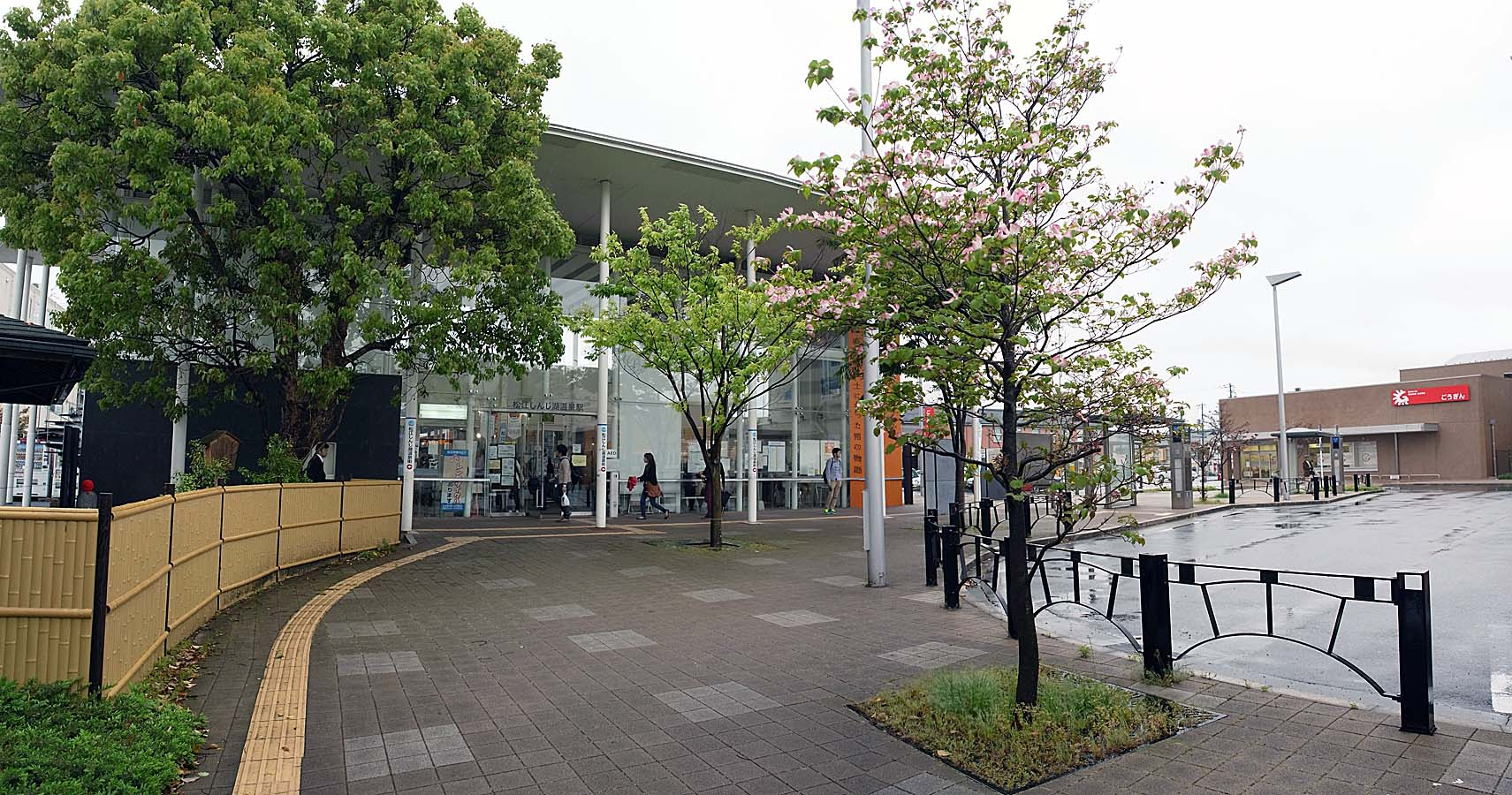
車站右側即為巴士乘車處

巴士乘車處位於車站站社的東側，有松江市營巴士及一畑巴士的客運在此停靠，目前沒有直達西日本旅客鐵道松江車站的巴士，大部分的路線客運會先繞行至松江縣廳後才轉往松江車站，至松江車站的車程約需15分鐘。
除了路線客運外，也有可前往廣島的高速巴士、往出雲機場的機場巴士和觀光巴士在此停靠。

## 外部連結
- （日語） 松江宍道湖溫泉車站 （页面存档备份，存于） - 一畑電車